# Sandbien
Stratigraphie
Darriwilien Katien
Ordovicien moyen
Le Sandbien est le premier des trois étages géologiques de la série de l'Ordovicien supérieur, dans l'ère Paléozoïque.
Il s'étend de 458.2 ± 0.7 à 452.8 ± 0.7 millions d'années.
Le Sandbien succède au Darriwilien et est, pour sa part, suivi par le Katien.

## Nom et histoire
Le nom de cet étage est tiré de la localité de Södra Sandby, en Suède, et fut proposé en 2006 par un groupe scientifique autour du scientifique Stig Bergström.

## Définition et point stratotypique mondial

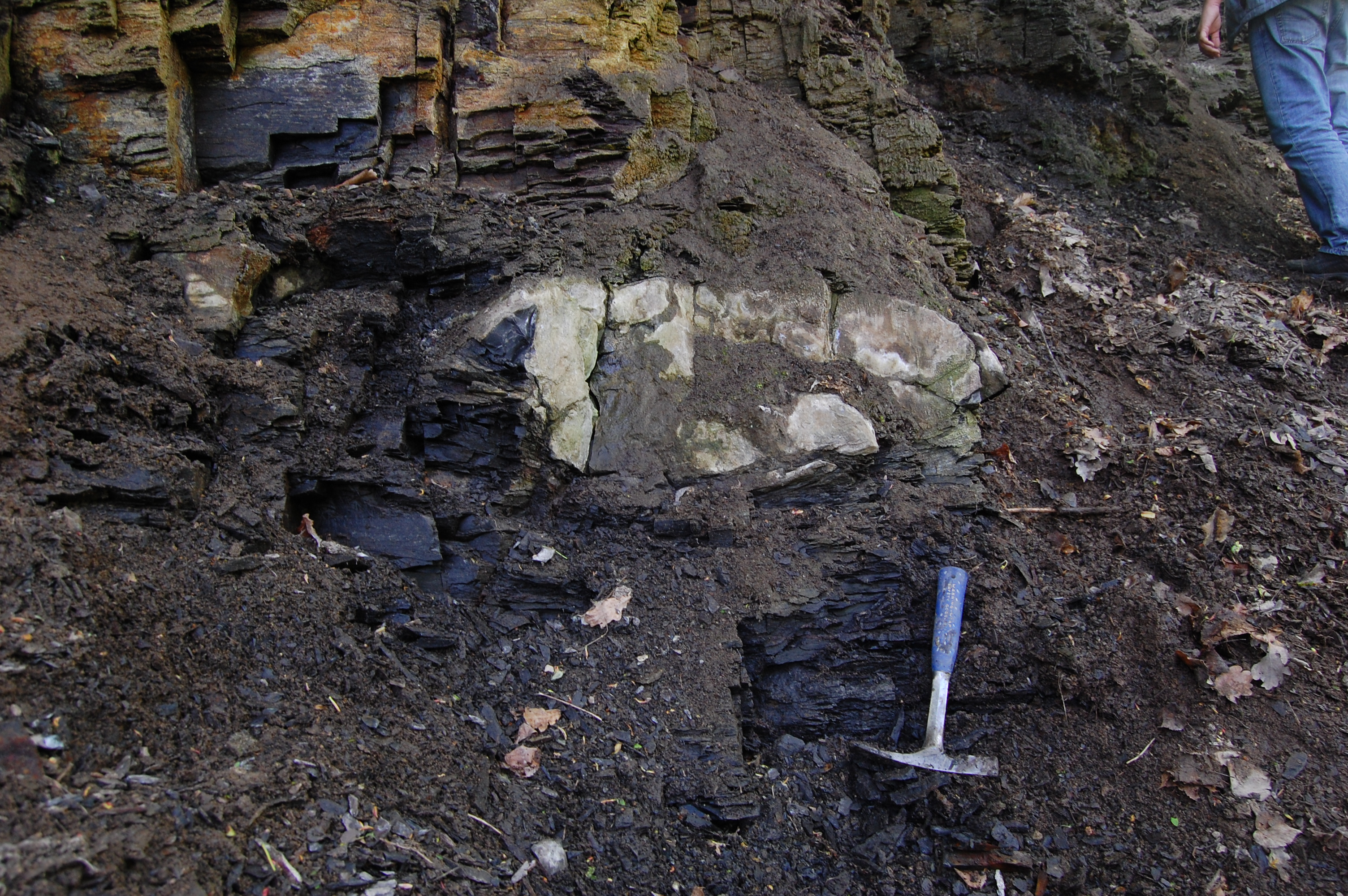
Point stratotypique mondial du Sandbien, situé en Suède. Le marteau indique la limite de l'étage géologique.

La limite inférieure du Sandbien correspond à la première date d'apparition (First appareance datum, FAD) de l'espèce de graptolite Nemagraptus gracilis et sa limite supérieure représente la première date d'apparition de l'espèce de graptolite Diplacanthograptus caudatus et coïncide également avec la limite inférieure de ce que l'on appelle la Guttenberg carbon-13 isotope excursion (GICE), qui est un mouvement observable à l'échelle mondiale dans les taux de l'isotope Carbone 13.
Le point stratotypique mondial (PSM) (Global Boundary Stratotype Section and Point, GSSP) pour le Sandbien est composé de quatre affleurements naturels le long du ruisseau Sularp près de Fågelsång, à huit kilomètres à l'est du centre de Lund et à un kilomètre et demi à l'ouest de Södra Sandby en Scanie, dans l'extrême Sud de la Suède. Les coordonnées du PSM sont 55° 42′ 49,3″ N, 13° 19′ 31,8″ E.
| Silurien                                            | Llandovérien | Rhuddanien  | plus récent    |
| Ordovicien                                          | supérieur    | Hirnantien  | 445.2 – 443.1  |
| Ordovicien                                          | supérieur    | Katien      | 452.8 – 445.2  |
| Ordovicien                                          | supérieur    | Sandbien    | 458.2 – 452.8  |
| Ordovicien                                          | moyen        | Darriwilien | 469.4 – 458.2  |
| Ordovicien                                          | moyen        | Dapingien   | 471.3 – 469.4  |
| Ordovicien                                          | inférieur    | Floien      | 477.1 – 471.3  |
| Ordovicien                                          | inférieur    | Trémadocien | 486.85 – 477.1 |
| Cambrien                                            | Furongien    | Étage 10    | plus ancien    |
| Subdivision de l'Ordovicien selon l'ICS, août 2018. |              |             |                |

Les âges des limites du Sandbien ont été revus en 2012 par la Commission internationale de stratigraphie,.